# Andradina
Andradina és una ciutat brasilera de l'estat de São Paulo. El 2022 tenia 59.783 habitants. La principal activitat econòmica de la ciutat és la ramaderia.